# 第28軍 (日本軍)
第28軍（だいにじゅうはちぐん）は、大日本帝国陸軍の軍の一つ。1944年に創設され、南ビルマに配備された。

## 沿革
1944年（昭和19年）1月6日に編制され、同月15日に緬甸方面軍の戦闘序列に編入、南ビルマに配備された。英印陸軍の侵攻に苦戦を強いられ、シッタン作戦でビルマ東部に撤退して、ミャンマー第四の都市モールメンで玉音放送を聴いた。その後タイ王国経由で引き揚げ、任務を完遂した。

## 軍概要

### 歴代司令官
- 桜井省三 中将　陸士23期：1944年（昭和19年）1月7日 - 終戦

### 歴代参謀長
- 岩畔豪雄 少将　陸士30期：1944年（昭和19年）1月7日 - 1945年（昭和20年）
- 欠員：1945年（昭和20年）6月16日 - 終戦

### 最終司令部構成
- 司令官：桜井省三中将
- 参謀長：岩畔豪雄少将
- 高級参謀：岡村愛一大佐
- 高級副官：安田亨介大佐
- 兵器部長：伊藤留彦少将
- 経理部長：西村信主計大佐
- 軍医部長：高原武一軍医大佐
- 獣医部長：関谷昌四獣医大佐
- 法務部長：相内禎介法務中佐

### 所属部隊
| - 第2師団 - 第54師団 - 第55師団 砲兵部隊 - 独立速射砲第14大隊 - 野戦高射砲第71大隊 輸送部隊 - 独立自動車第55大隊 - 独立自動車第236中隊 - 特設自動車第10中隊 建設部隊 - 架橋材料第26中隊 - 渡河材料第10中隊 - 第20野戦道路隊 - 第101野戦道路隊 医療関連部隊 - 第118兵站病院 - 患者輸送第70小隊 - 患者輸送第71小隊 | - 第54師団 - 第14野戦輸送司令部：清治平大佐 - 独立自動車第55大隊：笠隆二郎少佐 - 独立輜重兵第51大隊：井上定次少佐 - 第20野戦道路隊 - 第101野戦道路隊 - 第118兵站病院 |